# Sana Takeda
Sana Takeda (née en 1977) est une dessinatrice de bande dessinée japonaise qui travaille pour le marché américain.

## Récompenses
- 2017 :
  -  Prix British Fantasy de la meilleure histoire graphique pour Monstress, t. 1 : L'Éveil (avec Marjorie Liu)
  -  Prix Hugo de la meilleure histoire graphique pour Monstress, t. 1 : L'Éveil (avec Marjorie Liu)
- 2018 :
  -  Prix British Fantasy de la meilleure histoire graphique pour Monstress, t. 2 : La Quête (avec Marjorie Liu)
  -  Prix Eisner de la meilleure série (avec Marjorie Liu), de la meilleure publication pour adolescents (avec Marjorie Liu), de la meilleure artiste multimédia et de la meilleure artiste de couverture pour Monstress[1]
  -  Prix du comic book de la National Cartoonists Society, pour Monstress
  -  Prix Hugo de la meilleure histoire graphique pour Monstress, t. 2 : La Quête (avec Marjorie Liu)
  -  Prix Harvey du meilleur livre de l'année pour Monstress (avec Marjorie Liu)
- 2019 :
  -  Prix Hugo de la meilleure histoire graphique pour Monstress, t. 3 : Erreur fatale (avec Marjorie Liu)
- 2022 :  Prix Eisner du meilleur peintre ou artiste multimédia (intérieur) pour Monstress
- 2023 :  Prix Eisner du meilleur album pour The Night Eaters, t. 1 : She Eats the Night (avec Marjorie Liu) ; du meilleur peintre ou artiste multimédia (intérieur) pour The Night Eaters : She Eats the Night et Monstress[2]
- 2024 :  Prix Eisner du meilleur peintre ou artiste multimédia (intérieur) pour The Night Eaters: Her Little Reapers et Monstress[3]